# Jackson Browne
Jackson Browne (Heidelberg, 9 d'octubre de 1948), és un cantautor i músic nord-americà. Va assolir la fama durant la dècada de 1970. El 2004 va ser inclòs al Rock and Roll Hall of Fame.

## Biografia

### Primers anys
Browne va néixer a Heidelberg, Alemanya, on estava destinat el seu pare, Clyde Jack Browne, soldat americà que treballava al diari de l'exèrcit Stars and Stripes. La seva mare, Beatrice Amanda (cognom de soltera: Dahl), era de Minnesota amb avantpassats noruecs. Browne té tres germans. Als tres anys, Browne i la seva família es van traslladar a casa del seu avi, Abbey San Encino al barri de Highland Park de Los Angeles. Durant la seva adolescència va començar a cantar música folk en locals propers com the Ash Grove i The Troubadour. Va acabar l'institut el 1966.

### Composicions per a d'altres músics
Després d'acabar l'institut, Browne va entrar en un grup acabat de crear, la Nitty Gritty Dirt Band, fent de teloners per The Lovin' Spoonful. El grup va gravar algunes cançons de Browne, com "These Days", "Holding", i "Shadow Dream Song". També va estar un temps en un grup d'una amiga seva, Gentle Soul. Al cap d'alguns mesos, va deixar la Dirt Band i es va traslladar a Greenwich Village, Nova York, on va trobar feina de periodista a Nina Music, una empresa vinculada amb Elektra Records. Informava de les actuacions de Nova York amb els seus amics Greg Copeland i Adam Saylor. Va passar els anys 1967 i 1968 a Greenwich Village, on es va fer amic de Tim Buckley i de la cantant Nico dels Velvet Underground. El 1967, Browne i Nico van començar a sortir junts i va contribuir significativament al seu àlbum de debut, Chelsea Girl, escrivint i tocant la guitarra en algunes de les cançons (inclosa "These Days"). El 1968, després de trencar amb Nico, Browne va tornar a Los Angeles, on va muntar un grup de folk amb Ned Doheny i Jack Wilce, i va conèixer Glenn Frey.
Les primeres cançons de Browne, com "Shadow Dream Song" i "These Days", van ser versionades per la Nitty Gritty Dirt Band, Tom Rush, Nico, Steve Noonan, Gregg Allman, Joan Baez, Eagles, Linda Ronstadt, the Byrds, i d'altres. Browne no va publicar les seves versions d'aquestes cançons primerenques fins al cap d'uns anys. Poc després, la revista Rolling Stone va dir que Browne era una "cara nova a tenir en compte" i va lloar les seves melodies.

### Època clàssica

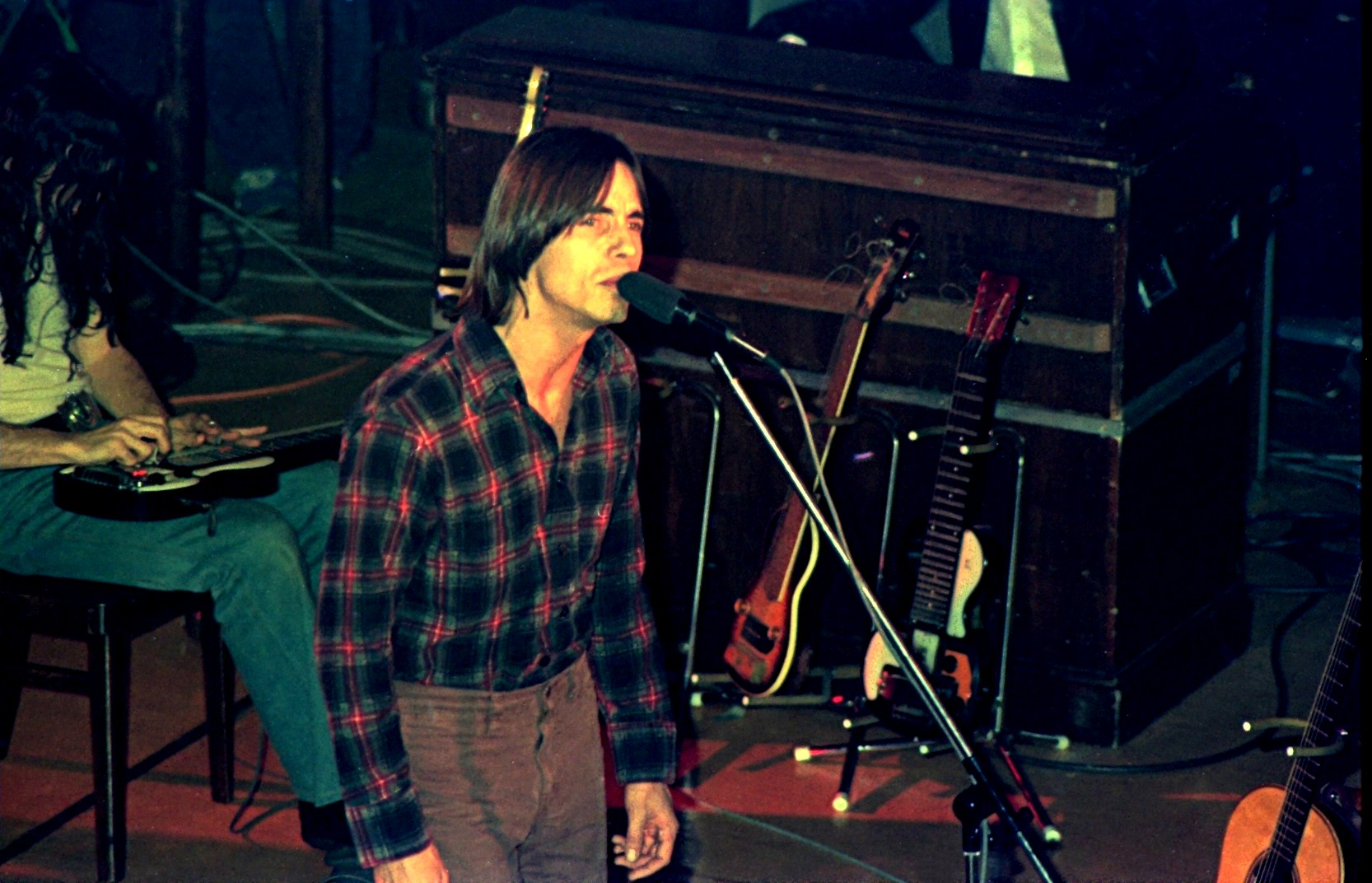
Browne en un concert a Hamburg, l'any 1976

El 1971, Browne va signar per Asylum Records, la discogràfica del seu mànager David Geffen, i va publicar Jackson Browne (1972), que contenia la cançó "Doctor My Eyes", que va entrar al Top 10 de les llistes de senzills americanes. "Rock Me on the Water", del mateix disc, també es va sentir força per la ràdio, mentre que "Jamaica Say You Will" i "Song for Adam" (inspirada per la mort del seu amic Adam Saylor) van ajudar a establir una bona reputació. En la gira de promoció, actuava juntament amb Linda Ronstadt i Joni Mitchell.
El següent disc, For Everyman (1973) – tot i que es considera de gran qualitat – no va tenir tant èxit com el de debut, però així i tot se'n van vendre un milió d'exemplars. La cançó "Take It Easy", escrita conjuntament amb Glenn Frey, ja havia estat un èxit important dels Eagles, mentre que la seva versió reflectia la pròpia angoixa de Browne.
Late for the Sky (1974) va consolidar la fama de Browne i el disc va arribar al número 14 de la llista d'àlbums de Billboard. L'obra de Browne va començar a demostrar una reputació de melodies memorables, profundes, amb lletres sovint molt personals, i arranjaments amb talent. La portada estava inspirada en Magritte. Les cançons més importants són la que dona nom a l'àlbum, l'elegia "For a Dancer", "Before the Deluge", i "Fountain of Sorrow". La cançó del títol es va utilitzar a la pel·lícula Taxi Driver de Martin Scorsese. Durant aquesta època, Browne va començar una relació professional problemàtica (però duradora) amb el cantautor Warren Zevon, produint els dos primers discos de Zevon per Asylum.
El següent disc va reflectir encara millor el caràcter de Browne. The Pretender es va publicar l'any 1976, després del suïcidi de la seva primera dona, Phyllis Major. El va produir Jon Landau i té cançons d'estils diversos, des del mariachi ("Linda Paloma") al country ("Your Bright Baby Blues" i "Sleep's Dark and Silent Gate"). "Here Come Those Tears Again", escrita conjuntament amb Nancy Farnsworth, la mare de Phyllis Major, després de la seva mort, va arribar al número 23 del Hot 100 quan es commemorava un any de la seva mort.
Running on Empty (1977), gravat durant una gira, va ser el major èxit comercial. Trencant les convencions habituals per als discos en directe, Browne només va utilitzar material nou, i va combinar actuacions en directe amb gravacions fetes a l'autobús, en habitacions d'hotel, o entre bastidors. Running on Empty conté algunes de les seves cançons més populars, com la del títol, "Rosie", i "The Load-Out/Stay" (el comiat de Browne al públic i el personal de l'escenari).

### Activisme i música durant els anys 80
La primavera de 1978, Browne va aparèixer en una planta nuclear de Barnwell, Carolina del Sud, per fer un concert gratuït abans d'una acció de desobediència civil, tot i que no va participar en l'acció en si. El juny de 1978 va actuar al solar on s'estava construint la central nuclear de Seabrook Station de New Hampshire davant de 20.000 persones contràries a la construcció.

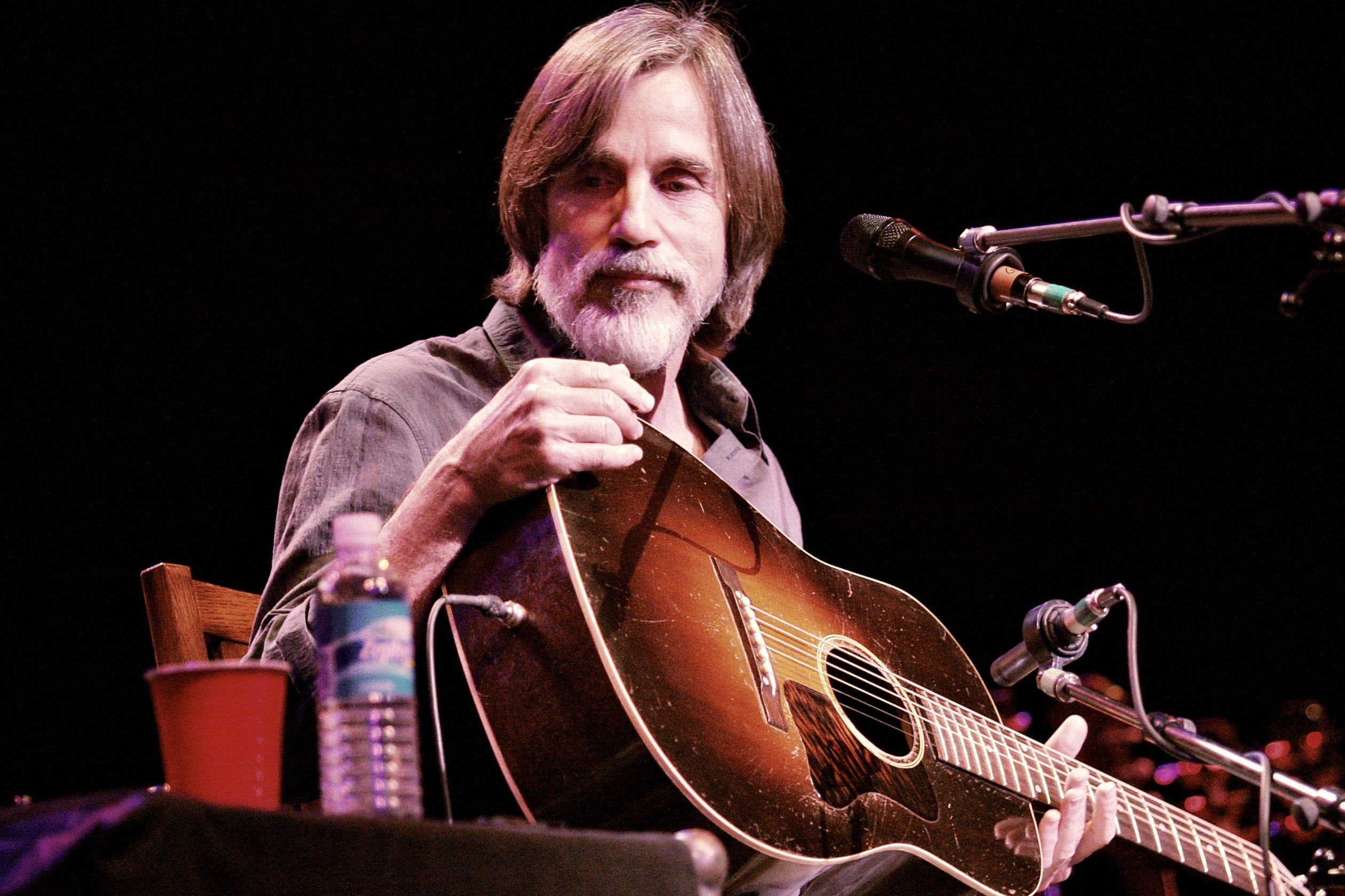
Browne en una actuació el 2008

Poc després de l'accident a la central nuclear de Three Mile Island, durant el març de 1979, Browne es va ajuntar amb altres músics amics seus per fundar l'organització antinuclear Musicians United for Safe Energy. El van arrestar en una protesta contra la central de Diablo Canyon a prop de San Luis Obispo. El seu disc següent, Hold Out (1980), va tenir èxit comercial – el seu únic número 1 a la llista d'àlbums. Al disc hi destacava "Boulevard". El 1982, va publicar el senzill "Somebody's Baby" de la banda sonora de la pel·lícula Fast Times at Ridgemont High que es va convertir en el seu major èxit, arribant al número 7 del Billboard Hot 100. Va seguir amb Lawyers in Love el 1983, on es notava un canvi dels temes personals als polítics en les lletres. El 1985, va cantar un duet amb Clarence Clemons: "You're a Friend of Mine".
La protesta política va quedar en primer pla al disc de 1986, Lives in the Balance, una condemna explícita de la política dels Estats Units a Amèrica Central. Amb noves textures musicals, va tenir molt d'èxit entre els fans de Browne, però no amb la majoria del públic. La cançó del títol, "Lives in the Balance", amb flautes de Pan andines – i textos com, "Hi ha una ombra a les cares / dels homes que bufen les flames / de les guerres que es fan / en llocs que no podem ni anomenar" – era una protesta contra les guerres patrocinades pels Estats Units a Nicaragua, El Salvador, i Guatemala. La cançó es va fer servir en el documental de la PBS de 1987, The Secret Government: The Constitution in Crisis, que va guanyar premis, i va sortir en la banda sonora de Stone's War, un episodi de Miami Vice de 1986 que tractava sobre la implicació dels Estats Units a Amèrica Central.
Durant els anys 1980, Browne va actuar sovint en concerts benèfics per causes en què creia, com Farm Aid, Amnistia Internacional (participant algunes vegades en la gira A Conspiracy of Hope de 1986), la Nicaràgua revolucionària post-Somoza, i el Christic Institute. El disc World in Motion, publicat el 1989, conté una versió d'"I am a Patriot" de Steve Van Zandt, cançó que ha interpretat en molts concerts.
Browne també va actuar amb Roy Orbison a A Black and White Night el 1988 juntament amb Bruce Springsteen, k.d. lang, i molts d'altres. Se'n va fer un disc en directe i un vídeo.

### Anys 1990
El 1993, després de quatre anys sense publicar, Browne va tornar amb I'm Alive, un disc que va tenir bones crítiques, amb un estil més personal que no va tenir senzills d'èxits però es va vendre prou bé– a més, la cançó "Sky Blue and Black", va sortir a l'episodi pilot de la sèrie Friends. El 1994, Browne va fer amb Kathy Mattea la cançó "Rock Me on the Water" per al disc Red Hot + Country de lluita contra la SIDA.
El 1995, va actuar a The Wizard of Oz in Concert: Dreams Come True, a benefici del Children's Defense Fund, que es va retransmetre en directe i es va publicar en CD i vídeo el 1996. El mateix 1996 va publicar un disc, Looking East però no va tenir gaire èxit comercial.

### Des de l'any 2000
Browne va publicar el disc The Naked Ride Home el 2002. El 2003 va sortir com a convidat en un episodi dels Simpson, parodiant la seva cançó Rosie amb la lletra canviada per referir-se a l'argument del capítol.
El 2004, Browne va entrar al Rock and Roll Hall of Fame. Bruce Springsteen va fer el discurs de benvinguda, comentant que, encara que els Eagles hi havien entrat abans, "tu vas compondre les cançons que a ells els hauria agradat compondre". Browne havia compost molts èxits que molts altres artistes, entre ells, els Eagles, havien gravat al llarg de la seva carrera. L'any anterior, tres discos de Browne– For Everyman, Late for the Sky, i The Pretender – havien estat seleccionats per la revista Rolling Stone entre els 500 millors discos de tots els temps.
Es considera de l'ala esquerra del Partit Demòcrata, però va aparèixer en alguns mítings a favor del candidat presidencial Ralph Nader l'any 2000, cantant "I Am a Patriot" i altres cançons. Va participar en la gira Vote for Change l'octubre de 2004, tocant una sèrie de concerts en estats que no estaven decidits, per mobilitzar el vot a favor de John Kerry contra George W. Bush. Browne tocava amb Bonnie Raitt i Keb' Mo', i un cop amb Bruce Springsteen. El 2008, va donar suport a la nominació de John Edwards com a candidat demòcrata i va actuar en alguns mítings. Quan el nominat fou Barack Obama, Browne li va donar suport. El 2011 va actuar a la zona on protestava el grup Occupy Wall Street per donar-los suport.
Solo Acoustic, Vol. 1, es va publicar el 2005. Consisteix en 11 gravacions en directe de cançons antigues. Va ser nominat als Grammies el 2007 en la categoria de millor disc de Folk/Americana contemporani. El 4 de març de 2008 se'n va publicar una continuació, Solo Acoustic, Vol. 2.
Browne forma part del grup No Nukes que està en contra de l'energia nuclear. El 2007, el grup va gravar i va fer un vídeo de la cançó For What It's Worth de Buffalo Springfield.
Browne va fer un cameo a la pel·lícula de 2007, Walk Hard: The Dewey Cox Story.
El disc d'estudi Time the Conqueror es va publicar el 23 de setembre de 2008. El disc va arribar al número 20 de la llista d'àlbums de Billboard, cosa que suposava el seu primer top-20 des de Lawyers in Love de 1983. A més, va arribar al número 2 a la llista d'àlbums de discogràfiques independents.
Durant l'agost de 2008, Browne va dur a judici John McCain, el Partit Republicà d'Ohio, i el Comitè Nacional Republicà per haver utilitzat sense permís el seu èxit de 1977, "Running on Empty" en un anunci que atacava Barack Obama. El juliol de 2009, van arribar a un acord extrajudicial amb un pagament de diners i una disculpa per part de la campanya de McCain.
El 2010, va gravar una versió de "Waterloo Sunset" amb Ray Davies per a l'àlbum de col·laboracions d'aquest últim See My Friends.
El gener de 2011, Browne va guanyar en la categoria de Millor Actuació en Directe als desens Independent Music Awards per Love Is Strange: En Vivo Con Tino, per una actuació conjunta amb David Lindley.
Browne va contribuir una versió de True Love Ways de Buddy Holly per l'àlbum d'homenatge de 2011, Listen to Me: Buddy Holly.
L'1 d'abril de 2014, es va publicar un disc doble amb vint-i-tres cançons titulat Looking Into You: A Tribute to Jackson Browne. L'àlbum conté versions de les cançons de Browne per artistes com Bruce Springsteen, Don Henley, Lyle Lovett i Bonnie Raitt.
El 7 d'octubre de 2014, es va publicar el catorzè disc d'estudi de Browne, titulat Standing in the Breach.
El 15 de febrer de 2016, en la 58ena gala dels Premis Grammy, Browne i els Eagles van interpretar "Take It Easy" en honor de Glenn Frey, que havia mort feia un mes.

## Vida privada

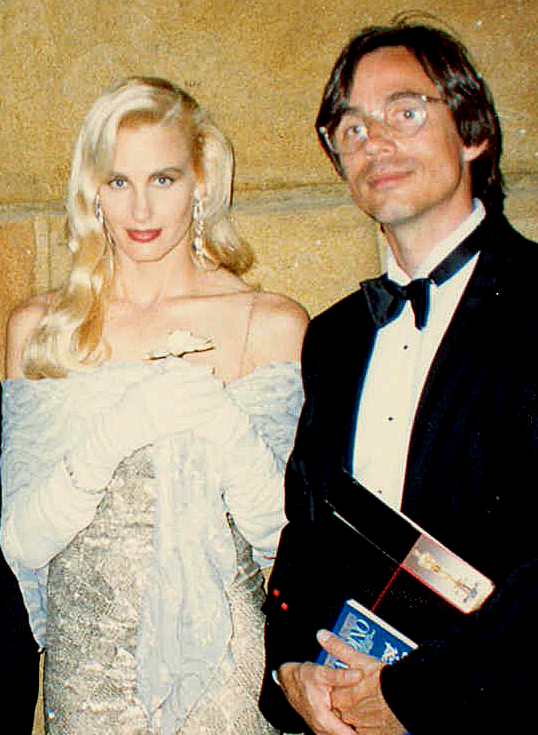
Browne i Hannah, 1988

Browne s'ha casat dos cops i té dos fills. La primera dona va ser l'actriu i model Phyllis Major (1946–1976). Van començar a sortir junts cap a 1971. El seu fill, el model i actor Ethan Zane Browne, va néixer el 1973 i va créixer a Los Angeles. Quan tenia sis mesos, el maig de 1974, pare i fill van sortir junts a la portada de la revista Rolling Stone. Ethan Browne ha treballat de model i ha tingut petits papers en dues pel·lícules, Raising Helen i Hackers. Browne i Major es van casar a finals de 1975. Browne va patir un cop fort quan la seva dona es va suïcidar amb una sobredosi de somnífers al cap de pocs mesos, el març de 1976, als 30 anys.
El gener de 1981 Browne es va casar amb la model australiana Lynne Sweeney. El seu fill, Ryan Browne, nascut el 28 de gener de 1982, és baixista i cantant al grup Sonny and the Sunsets des de 2007. Browne i Sweeney es van divorciar el 1983, quan va començar a sortir amb l'actriu Daryl Hannah. La relació amb Hannah va acabar-se el 1992. Des de mitjans de la dècada de 1990 viu amb l'artista i activista ecologista Dianna Cohen, membre cofundadora de la Coalició contra la Contaminació per Plàstic.

### Relació amb Barcelona
Jackson Browne té casa a Gràcia des de mitjans dels anys 1990. Ha actuat al Festival de Guitarra de Barcelona i ha col·laborat amb artistes catalans, com Maria del Mar Bonet i Lídia Pujol.

### Activisme ecologista
Browne ha estat sempre molt actiu en el moviment antinuclear i va fundar MUSE (Musicians United for Safe Energy) amb la cantant Bonnie Raitt i el polític John Hall el 1979. Ha treballat amb diferents grups de pressió ecologista. L'actor i activista Ed Begley, Jr. explica que "té una gran turbina eòlica, i el ranxo està totalment desconnectat de la xarxa [elèctrica]". "S'ho ha fet tot ell".
Browne va campanya contra l'ús excessiu d'ampolles de plàstic per l'aigua i ho aplica en les seves gires. Forma part del moviment "Plastic Free Backstage".
L'abril de 2008, l'Associació de Fabricant de la Indústria del Surf va nomenar Browne "Ecologista de l'Any".
El 2010, Browne va rebre el Premi Duke LEAF per Assoliments Ecològics en tota una vida pel seu activisme i els esforços per fer gires més "verdes".
Save Our Shores (SOS), un grup de defensa dels oceans de Califòrnia, va donar el seu premi Heroi dels Oceans a Browne el 23 de febrer de 2011. Aquell dia, SOS i l'alcalde de Santa Cruz (Califòrnia) van proclamar el "dia de Jackson Browne" per les seves aportacions a l'activisme ecologista.
Browne va assistir a la conferència Great Pacific Garbage Patch de TEDx, interpretant una cançó nova, "If I Could Be Anywhere", que és un plany per la destrucció de la terra i l'esperança de l'activisme.

### Obra solidària
A part del seu activisme ecologista, Browne ha estat molt actiu donant suport freqüent a tota mena d'iniciatives solidàries: a favor de l'educació, d'investigació mèdica, víctimes de desastres naturals, crisis humanitàries, ...

## Premis
El 14 de març de 2004, Browne va entrar al Rock and Roll Hall of Fame apadrinat per Bruce Springsteen. El 7 de juny de 2007, va entrar al Songwriters Hall of Fame.
El 2004, Browne va ser nomenat Doctor honoris causa en música a l'Occidental College de Los Angeles per una "notable carrera musical que ha combinat amb èxit un art intensament personal amb una ampla visió de la justícia social". Per "promoure la pau i la justícia mitjançant la seva música i el seu suport continu per als qui promouen solucions no violentes als problemes nacionals i internacionals", Browne va rebre els premis Courage of Conscience a The Peace Abbey de Sherborn, Massachusetts.
El 2002, Browne va rebre el premi John Steinbeck, que es dona als artistes que exemplifiquen els valors ecològics i socials en què creia Steinbeck.

## Discografia
- Jackson Browne (1972)
- For Everyman (1973)
- Late for the Sky (1974)
- The Pretender (1976)
- Running on Empty (1977)
- Hold Out (1980)
- Lawyers in Love (1983)
- Lives in the Balance (1986)
- World in Motion (1989)
- I'm Alive (1993)
- Looking East (1996)
- The Naked Ride Home (2002)
- Time the Conqueror (2008)
- Standing in the Breach (2014)